# Martin Denny
Pour les articles homonymes, voir Denny.
Martin Denny (né le 10 avril 1911 à New York et décédé le 2 mars 2005 à Honolulu) est un pianiste, compositeur et arrangeur américain, et l'un des créateurs, avec Les Baxter, du genre musical exotica (du nom de l'album de Martin Denny de 1957), métissage de jazz et de musique polynésienne. 
Au cours d'une longue carrière qui l'amène à se produire au-delà de ses quatre-vingt ans, il parcourt le monde en popularisant la musique de style lounge qui inclut percussions exotiques, arrangements originaux de chansons populaires, et compositions personnelles qui célèbrent la culture Tiki (« pop polynésienne » qui évoque l'atmosphère de lieux tropicaux).
De son orchestre sont issus deux autres musiciens renommés : Julius Wechter (orchestre Baja Marimba Band) et Arthur Lyman (vibraphone).

## Biographie
Denny est né à New York et a grandi à Los Angeles, en Californie. Il étudie le piano classique et part très jeune en tournée en Amérique du Sud pendant quatre ans et demi dans les années 1930 avec le Don Dean Orchestra, ce qui marque le début de la fascination de Denny pour les rythmes latins. Denny collectionne un grand nombre d'instruments ethniques du monde entier, qu'il utilise pour pimenter ses prestations scéniques.
Après avoir servi dans l'armée de l'air des États-Unis pendant la Seconde Guerre mondiale, Denny retourne à Los Angeles en 1945 où il étudie le piano et la composition sous la direction du Dr Wesley La Violette et l'orchestration sous la direction d'Arthur Lange au Conservatoire de musique de Los Angeles. Il étudie également à l'Université de Californie du Sud.
En janvier 1954, Don the Beachcomber emmène Denny à Honolulu, à Hawaï, pour un engagement de deux semaines. Il y reste pour former son propre combo en 1955, se produisant sous contrat au Shell Bar dans le Hawaiian Village sur Oahu et signant bientôt avec Liberty Records. Le combo original était composé d'Augie Colón aux percussions et aux appeaux, Arthur Lyman aux vibes, John Kramer à la basse à cordes et Denny au piano. Lyman part bientôt pour former son propre groupe et Julius Wechter, futur sideman d'Herb Alpert et fondateur du Baja Marimba Band, le remplace. Harvey Ragsdale remplace plus tard Kramer.
L'album Exotica est enregistré en décembre 1956 et publié en 1957. En 1958, Dick Clark accueille Denny à l'émission American Bandstand. Quiet Village atteint la deuxième place du Billboard en 1959 et l'album Exotica la première place. Il figure également dans les charts de Cashbox et de Variety. Quiet Village est le morceau qui restera connu en France dans les années 60 car il était le générique de l'émission La Vie des animaux de Frédéric Rossif, commentée par Claude Darget et les musiques utilisées étaient de Vangelis. Le Yellow Magic Orchestra a repris, quant à lui, la chanson Firecracker en 1978 dans son premier album éponyme. 
Au cours de sa carrière, Denny a jusqu'à trois ou quatre albums simultanément dans les charts. Il connait des succès nationaux avec A Taste of Honey, The Enchanted Sea et Ebb Tide.
Denny est décède le 2 mars 2005 à Honolulu, à l'âge de 93 ans. Après un service commémoratif privé, ses cendres ont été dispersées en mer. 

## Discographie
- 1957 : Exotica
- 1957 : Exotica Volume II
- 1958 : Primitiva
- 1958 : Forbidden Island
- 1959 : Hypnotique
- 1959 : Afro-Desia
- 1959 : The Enchanted Sea
- 1959 : Exotica Volume III
- 1959 : Quiet Village - The Exotic Sounds of Martin Denny
- 1960 : Exotic Sounds From the Silver Screen
- 1960 : Exotic Sounds Visit Broadway
- 1961 : Romantica
- 1961 : Exotic Percussion - The Exotic Sounds of Martin Denny
- 1961 : The Best of Martin Denny
- 1962 : In Person
- 1962 : Exotica Suite
- 1962 : A Taste of Honey
- 1963 : Another Taste of Honey!
- 1963 : The Versatile Martin Denny
- 1964 : Latin Village
- 1964 : Hawaii Tattoo
- 1964 : A Taste of Hits
- 1965 : 20 Golden Hawaiian Hits
- 1965 : Spanish Village
- 1966 : Martin Denny!
- 1966 : Golden Greats
- 1966 : Exotica Today
- 1966 : Hawaii Goes À Go-Go!
- 1967 : Hawaii
- 1967 : Exotica Classica (For Those in Love)
- 1968 : Exotic Love
- 1968 : A Taste of India
- 1969 : Exotic Moog
- 1980 : From Maui With Love - The Piano Artistry of Martin Denny
- 1982 : The Enchanted Isle
- 1990 : Exotica '90